# Grodnenski sporazum (1566)
Grodnenski sporazum (latvijsko Grodņas ūnija, latinsko Privilegium Unionis Livoniae cum Magno Ducatu Lithuania) je bil sporazum Livonije in Litve, sklenjen 26. decembra 1566 na litovskem sejmu v Grodnem in potrjen na livonskem deželnem zboru 10. decembra 1566 na gradu Cēsis. Po sklenitvi sporazuma so bila ozemlja Riške nadškofije združena z nekdanjimi ozemlji Livonskega reda na desnem bregu Zahodne Dvine v enotno Vojvodino Livonijo, ki je kasneje postala znana kot Vojvodina Pārdaugava. 

## Zgodovina
Po porazu v livonski vojni proti Moskvi je zadnji mojster Livonskega reda Gotthard Kettler 28. novembra 1561 v Vilni sklenil predajni sporazum z velikim litovskim knezom Sigismundom II. Avgustom, znan kot Vilenski sporazum. Veliki litovski knez in poljski kralj Sigismund II. Avgust je s tem postal tudi vladar Livonije. Livonska vojvodina je bila zdaj v personalni uniji z Litvo in njenimi bodočimi vladarji. Sigismund II. Avgust je po lastni volji obljubil tamkajšnje gradove "tistim, ki so še ostali iz tevtonskega reda, pa tudi našim svetovalcem in drugim, ki so zaslužni za dobro Livonije". Zagotovljeni so bili prejšnji privilegiji in pristojnost plemstva za obravnavo pritožb. 
Takratni naslov Gottharda Kettlerja je bil "gospod Kurlandije in Semgalije v Livoniji, podkralj in guverner poljskega kraljevega veličanstva v Livoniji" (nemško von gottes gnaden wir Gothartt in Lieffland zu Curlandt und Semigalien Herr der königlichenn  majestedt zu Poln über Liefflandt stadthalter und gubernator). 
Riški nadškof Viljem Brandenburški ni hotel sprejeti vseh določb Vilenskega sporazuma, zato je nadškofov koadjutor Krištof poiskal pomoč pri švedskem kralju. Mesto Riga je izjavilo, da se bo neposredno podredilo Svetemu rimskemu cesarstvu in da želi ohraniti status svobodnega mesta. Po nadškofovi smrti leta 1563 so Švedi zasedli del Riške nadškofije, a so jih s pomočjo Gottharda Kettlerja, zvestega  Litovcem, pregnali. Za upravitelja nadškofije je bil imenovan Nikolaj Radziwill. Akt o predaji je plemstvo Riške nadškofije podpisalo šele leta 1566. Riška nadškofija se je zatem združila z nekdanjimi deželami Livonskega reda na desnem bregu Zahodne Dvine v enotno Vojvodino Livonijo, ki se je kasneje začela imenovati tudi Vojvodina Pārdaugava. 
Od 26. avgusta do 26. decembra 1566 je v Grodnu (zdal Belorusija) potekal litovski sejm (parlament), na katerem je bila sklenjena realna unija Livonije in Litve. V skladu s pogoji realne unije je prvi livonski vojvoda postal veliki litovski knez Sigismund II. Avgust, ki je za vladarja vojvodstva imenoval livonskega hetmana Janisa Hodkeviča (1566–1578). Njegov sedež je bil v gradu Sigulda, kjer je prej živel deželni maršal Livonskega reda. Hodkevič je poskušal podjarmiti tudi svobodno mesto Rigo, vendar je v bitki 7. julija 1567 utrpel izgube, v kateri je padlo približno 30 Litovcev, na strani Rige pa le 15 ali 16 latvijskih ("nenemških") vojakov.

## Grb Livonije
26. decembra 1566 je bil odobren grb vojvodine, izposojen iz grba prejšnjega livonskega vladarja, nadškofa Viljema Brandenburškega. Na grbu je bil na rdečem polju srebrn grifon, okronan z zlatom, obrnjen v desno, z mečem v krempljih in monogramom "SA" (Sigismund Augustus) na prsih.
Grb vojvodine je postal osnova za grb družine Hodkevič.

## Vira
- Dybaś, Bogusław (2006). »Livland und Polen-Litauen nach dem Frieden von Oliva (1660)«.  V Willoweit, Dietmar; Lemberg, Hans (ur.). Reiche und Territorien in Ostmitteleuropa. Historische Beziehungen und politische Herrschaftslegitimation. Völker, Staaten und Kulturen in Ostmitteleuropa (v German). Zv. 2. Munich: Oldenbourg Wissenschaftsverlag. str. 51–72. ISBN 3-486-57839-1.{{navedi knjigo}}:  Vzdrževanje CS1: neprepoznan jezik (povezava)
- Steinke, Dimitri (2009). Die Zivilrechtsordnungen des Baltikums unter dem Einfluss ausländischer, insbesondere deutscher Rechtsquellen. Osnabrücker Schriften zur Rechtsgeschichte (v German). Zv. 16. Vandenhoeck & Ruprecht. str. 120–121. ISBN 978-3-89971-573-6.{{navedi knjigo}}:  Vzdrževanje CS1: neprepoznan jezik (povezava)